# 逢いたくて (テレビドラマ)
『逢いたくて』（あいたくて）は、毎日放送制作で、TBS系列の「木曜座」（毎週木曜日22:00 - 22:55）の枠で、1980年（昭和55年）1月10日から同年4月3日まで放送されていたテレビドラマ。全13話。

## 概要
多恵子は平凡な主婦で、公私共に順調な暮らしをしていたが、ある日、自動車メーカーに勤める工業デザイナーの夫・玄が突然会社に辞表を出して帰って来た。陶芸家になりたいと言い出し、更に多恵子にはしばらく別居して欲しいと言って来た。多恵子には夫の真意がわからないまま、女友達の助けにより、古い倉庫の一室に移り住み自活を始め、また夫の同期入社の同僚・仁科の紹介で、自動車販売会社に就職した。そんな中、志を得られず挫折してアメリカから無一文で帰国した画家志望の青年・忠夫が現れ、やがて多恵子との同棲生活を始め、多恵子は疑似夫婦を演じるようになった。そこへまた、多恵子の妹・景子が家出して倉庫にやって来て同居して欲しいと言い、多恵子は渋々これを認める。
男女のすれちがいや三角関係を盛り込み、窮状の中でもたくましく生きて自立しながらも、夫との撚りを戻そうと模索する多恵子の姿を中心に明るいタッチで描いた。女友達の睦子と和代らと明け透けに男性を批評しながらカラオケに興じるシーンは、本作の名物とも言われた。

## キャスト
- 乾多恵子：山本陽子
- 忠夫：田中健
- 乾玄：中山仁
- 仁科亮：中丸忠雄
- 睦子：藤田弓子 - 自動車販売会社で多恵子の同僚。
- 和代：岡まゆみ - 自動車販売会社で多恵子の同僚、忠夫の元恋人。
- 雅江：紀比呂子
- 景子：中村久美 - 多恵子の妹。
- 森：橋本功 - 多恵子の勤める自動車販売会社の所長。
- 利美：水島彩子（現：奈良富士子）
- 西山守：今村良樹 - 自動車販売会社で多恵子の同僚。
- かおる：栗田ひろみ
- 今村：土屋嘉男
- 小泉陽一：松山政路
- 北川：車だん吉
- 旗本：福崎和宏
他

## スタッフ
- プロデューサー：飯島敏宏
- 脚本：森﨑東、桃井章
- 演出：桜井秀雄、森田光則
- 局系列：JNN
- 制作：木下プロダクション、毎日放送

主題歌
- メロディ『淋しくありませんか』（作詞：坂元昭二　作曲：福留順一　レーベル：ワーナーミュージック・ジャパン）

## サブタイトル
| 話数 | 放送日         | サブタイトル       | 脚本          | 演出     |
| ---- | -------------- | ------------------ | ------------- | -------- |
| 1    | 1980年 1月10日 | ある日、突然に     | 森崎東 桃井章 | 桜井秀雄 |
| 2    | 1月17日        | 淋しくありませんか | 森崎東 桃井章 | 桜井秀雄 |
| 3    | 1月24日        | ひとつ屋根の下で   | 桃井章        | 桜井秀雄 |
| 4    | 1月31日        | 最初の言葉         | 桃井章        | 森田光則 |
| 5    | 2月7日         | 頬にかかる涙       | 森崎東        | 桜井秀雄 |
| 6    | 2月14日        | 時の流れのなかで   | 森崎東        | 桜井秀雄 |
| 7    | 2月21日        | 限りなき抱擁       | 森崎東        | 森田光則 |
| 8    | 2月28日        | 愛、はてしなく     | 桃井章        | 桜井秀雄 |
| 9    | 3月6日         | 誰もいない街で     | 森崎東        | 桜井秀雄 |
| 10   | 3月13日        | あなたが、欲しい   | 森崎東        | 森田光則 |
| 11   | 3月20日        | 悲しき人形たち     | 森崎東        | 桜井秀雄 |
| 12   | 3月27日        | 告白の章           | 森崎東        | 桜井秀雄 |
| 13   | 4月3日         | 愛のうた           | 森崎東        | 桜井秀雄 |